# Луківська сільська рада (Малоритський район)
51°54′9″ пн. ш. 24°14′58″ сх. д. / 51.90250° пн. ш. 24.24944° сх. д.
Лу́ківська сільська́ ра́да (біл. Лу́каўскі сельсавет) — адміністративно-територіальна одиниця у складі Малоритського району Берестейської області Білорусі. Адміністративний центр сільської ради — село Лукове.

## Географія
Луківська сільська рада розташована на крайньому південному заході Білорусі, на південному заході Берестейської області, на південний схід від обласного та північний схід від районного центрів. На півдні вона межує із Мокранською сільською радою, на південному заході — із Малоритською сільською радою, на заході — із Великоритською сільською радою, на півночі — із Чернянською сільською радою (всі Малоритський район), а на сході — із Кобринським районом.
Великих річок на території сільради немає, але вона порізана численною сіткою меліоративних каналів (басейн Рити→Мухавця). Найбільша — річка Осипівка (38 км), ліва притока Мухавця. Найбільша водойма — озеро Лукове (5,4 км²).

## Історія
- Сільська рада була утворена 12 жовтня 1940 року у складі Малоритського району Берестейської області.
- 25 грудня 1962 року Малоритський район був ліквідований, а Луківська сільська рада була передана до складу Берестейського району.
- 6 січня 1965 року район був відновлений і сільська рада була повернута до його складу.

## Склад сільської ради
До складу Луковської сільської ради входить 6 населених пунктів, із них всі 6 сіл.
| Населений пункт | Тип  | Населення, осіб (2009) | Координати                                                            |
| --------------- | ---- | ---------------------- | --------------------------------------------------------------------- |
| Лукове          | село | 681                    | 51°53′5″ пн. ш. 24°13′46″ сх. д. / 51.88472° пн. ш. 24.22944° сх. д.  |
| Високе          | село | 101                    | 51°53′40″ пн. ш. 24°11′20″ сх. д. / 51.89444° пн. ш. 24.18889° сх. д. |
| Грушка          | село | 61                     | 51°55′21″ пн. ш. 24°11′22″ сх. д. / 51.92250° пн. ш. 24.18944° сх. д. |
| Заболоття       | село | 91                     | 51°54′25″ пн. ш. 24°18′37″ сх. д. / 51.90694° пн. ш. 24.31028° сх. д. |
| Нове Заболоття  | село | 52                     | 51°55′38″ пн. ш. 24°20′35″ сх. д. / 51.92722° пн. ш. 24.34306° сх. д. |
| Ужове           | село | 158                    | 51°52′40″ пн. ш. 24°10′35″ сх. д. / 51.87778° пн. ш. 24.17639° сх. д. |

## Населення
За переписом населення Білорусі 2009 року чисельність населення сільської ради становила 1144 особи.

### Національність
Розподіл населення за рідною національністю за даними перепису 2009 року:
| Національність            | Осіб | Відсоток |
| ------------------------- | ---- | -------- |
| білоруси                  | 1053 | 92,05 %  |
| українці                  | 58   | 5,07 %   |
| росіяни                   | 30   | 2,62 %   |
| татари                    | 1    | 0,09 %   |
| чуваші                    | 1    | 0,09 %   |
| національність не вказана | 1    | 0,09 %   |
| Разом                     | 1144 | 100 %    |